# Железовщина
Железовщина (бел. Жалязо́ўшчына) — деревня в Новосёлковском сельсовете Поставского района Витебской области Белоруссии.

## География
Деревня расположена рядом с трассой Р-45 Полоцк — Вильнюс. В 13 км от города Поставы и в 11 км от центра сельсовета. В окрестностях деревни протекает река Лучайка.

## История
С 1843 года в составе Маньковичской волости Вилейского уезда Виленской губернии.
Из метрических книг Лучайского костела:
"Запись 39. Валерия Кадушкевич родилась 23 января 1877 года в д. Желязовщина Лучайского прихода. 3 февраля 1877 года крещена ксендзом Андржейковичем, администратором сего костела.Родители: крестьяне Лучайской волости Казимир Кадушкевич и Казимира из Мойсеёнков. Кумами были крестьяне Иван Кочан с Геленою Мойсеёнковою, супругою Казимира".
В 1905 году деревня состояла из господского двора Бутлера (4 жителя, 211 десятин земли) и хутора Захарова (16 жителей, 1 десятина земли).
В результате советско-польской войны 1919—1921 гг. деревня оказалась в составе Польши (II Речь Посполитая). Административно деревня входила в состав Лучайской гмины Дуниловичского повета Виленского воеводства.
В сентябре 1939 года Железовщина была присоединена к БССР силами Белорусского фронта РККА.
4 декабря 1939 года Железовщина вошла в состав Дуниловичского района Вилейской области БССР.
С 15 января 1940 года — в Савичском сельсовете Поставского района.
По состоянию на 1 сентября 1954 года — 7 хозяйств.
В 1964 году — 45 дворов, 152 жителя.
С 17 мая 1985 года — в Лукашовском сельсовете.
С 24 августа 1992 года — в Новосёлковском сельсовете.
В 2001 году — 35 дворов, 68 жителей, в колхозе имени Суворова.